# Bolmsö
Bolmsö es una isla de Suecia situada en el lago Bolmen, cerca de Växjö en Småland. Tenía 382 habitantes en 1998.
Presenta 530 restos antiguos, incluyendo tumbas cubiertas de adoquines en diversas formas, siendo las triangulares especialmente grandes. Las tumbas que dominan son de la Edad del Hierro. Una finca con el nombre de Hof revela que una vez fue un templo pagano Blot.